# Alguazas
Alguazas es un municipio español de la Región de Murcia, perteneciente a la comarca de la Vega Media del Segura, comarca que forma parte del área metropolitana de Murcia, considerada área urbana por el Ministerio de Transportes.
Tiene una extensión de 23,74 km² y una población de 10 204 habitantes (INE 2024). Está situado a una altitud de 90 m s. n. m., con una altura máxima de 214 m s. n. m., en el Cabezo de la Zobrina. Limita, al este con Molina de Segura, al sur con Las Torres de Cotillas, al oeste con Campos del Río y Villanueva del Río Segura y al norte con Ceutí y Lorquí.

## Topónimo
El nombre del municipio proviene de la palabra árabe “Aluazta” o “Alhuasta” palabras que significan “la que está en medio” dada su privilegiada situación geográfica entre los ríos Mula y Segura. Su nombre actual no aparece hasta el siglo XIII, cuando Alfonso X el Sabio cede la villa a su esposa Violante de Aragón.

## Prehistoria
Su situación geografía entre los ríos Segura y Mula permitió que el territorio estuviese poblado desde hace miles de años. Los primeros asentamientos de los que hay constancia datan de la Edad del Bronce (2000 a. C.), encontrándose yacimientos de enterramientos colectivos, como en la Loma de los Peregrinos. Otros yacimientos encontrados son un taller de sílex en el Cabezo de la Zobrina, el Campo del Alfarero y la Cueva del Casón, ambos situados en la margen izquierda del río Mula.

## Historia

### Periodo musulmán
El nombre de Alguazas procede de la palabra árabe Al Waza, que significa "la de en medio", por hallarse situada en la confluencia de los ríos Mula y Segura. Durante el período islámico estuvo poblada por la tribu bereber de los Bena Andik. Hay que esperar hasta la conquista del reino taifa de Murcia, en el siglo XIII, para encontrar las primeras referencias escritas sobre Alguazas.
En las Cantigas de Santa María se cita a Aluaça, acerca de las quejas de Ramón de Rocafull, que había sido desposeído de su heredad.

### Pueblo de reinas
Tras la conquista fue donada a la reina Violante, esposa del rey Alfonso X. Hasta el año 1321 varias reinas fueron señoras de la villa. Primero, Constanza de Aragón a la que su padre Jaime II le cedió Alguazas. Tras esta, la villa volvió a manos de María de Molina, mujer del rey Sancho IV.
Ante la realidad fronteriza del Reino de Murcia, el obispo de la diócesis de Cartagena, con sus ejércitos, partió hacia la frontera almeriense, ganando Lubrín a los musulmanes en 1309. Fernando IV de Castilla acabará intercambiando con la diócesis el castillo de Lubrín por las posesiones que su madre, María de Molina, tenía en el Reino de Murcia, entre ellas Alguazas. Haciéndose efectivo el intercambio tras la muerte de la reina, en 1321.

### Señorío eclesiástico
Bajo la jurisdicción de la diócesis de Cartagena, Alguazas fue adquiriendo cada vez más importancia. En el siglo XIV se restauró la fortaleza de la Torre de los Moros situada en la huerta junto al río Mula. Esta fortaleza sirvió de refugio para algunos obispos, como cárcel y como base militar.
El rey Boabdil el Chico de Granada, saqueó y quemó la villa, llevándose a los mudéjares de estas tierras. Los habitantes de Alguazas así como sus dirigentes se tuvieron que refugiar en la Torre de los Moros hasta que el gran ejército musulmán se retiró.
Por esta y otras batallas, Alguazas ha tenido que ser repoblado en varias ocasiones, casi siempre por mudéjares, personas que trabajaban la tierra, principal motor económico de la localidad. Las tierras de regadío contaban con una acequia que venía desde Archena, donde recogía las aguas del río Segura.
En 1501 los alguaceños se convirtieron en católicos y su aljama dio paso a un concejo. Tras una gran inundación en 1528 el pueblo se trasladó a su ubicación actual, más elevada. La localidad se fundó en su nuevo emplazamiento el 4 de octubre de 1528. La nueva iglesia que construyeron fue consagrada a San Onofre, patrón de la villa.

### Villa de behetría
En 1580 el papa Gregorio XIII concedió a Felipe II el privilegio de obtener algunos bienes de la iglesia con el fin de conseguir recursos para la maltrecha hacienda real. De esta manera, Alguazas y Alcantarilla, villas en manos de la diócesis, fueron desamortizadas y puestas a la venta por la corona. Alguazas fue comprada por unos prestamistas, entre ellos Giovanni María de Corbari, quien, a su vez, la vendió a Alonso de Tenza, señor de Espinardo. Los vecinos de la villa, con un préstamo dado por el marqués de los Vélez, pidieron el derecho de tanteo para comprar su propia jurisdicción y no depender de ningún señorío, consiguiéndolo tras largos pleitos en 1590, lo que fue un hecho singular en todo el Reino de Murcia. Como señorío propio, Alguazas elegía a sus cargos políticos anualmente.
En 1613 se produjo la expulsión de los moriscos murcianos, por lo que la población del municipio cayó notablemente. En el siglo XVIII, la comarca de la Vega Media del Segura era uno de los principales productores de arroz, hasta que en el año 1720, vecinos de la misma pidieron al rey que prohibiera su cultivo ante la cantidad de enfermedades que producía.
La Guerra de la Independencia hizo que en Alguazas se construyeran diferentes elementos defensivos, como una gran muralla de madera a lo largo del río Mula, además de otras construcciones.

### Los periodos desamortizadores
El concejo y la iglesia municipal tenían grandes propiedades que fueron expropiados por el Estado en las diferentes desamortizaciones de los siglos XVIII y XIX. Desaparecieron todas las cofradías y hermandades al no tener ingresos. Estas no resurgieron hasta finales del siglo XIX.

### Desde finales delsigloXIXa la actualidad
En 1865 se produjo la llegada del ferrocarril a Alguazas con la inauguración del tramo Murcia-Albacete de la línea Chinchilla-Cartagena.
En 1873, el ayuntamiento de Alguazas se adhirió al Cantón Murciano, proclamado en Cartagena el 12 de julio de aquel año, sumándose de esta forma a la rebelión cantonal durante la I República española.
A finales del siglo, Alguazas contó entre sus vecinos con Massa Martínez, quien consiguió importantes beneficios de todo tipo para la villa y los pueblos de la comarca de la Vega Media del Segura.
Los primeros años del siglo XX están marcados por los cambios políticos que se produjeron en el Ayuntamiento. También cabe destacar el auge de las industrias conserveras, que dieron trabajo a muchos alguaceños, así como gentes de otros municipios de la región y provincias limítrofes.
En el marco de la revolución de 1934, se produjo la toma del pueblo y del Ayuntamiento por fuerzas socialistas la noche del 6 al 7 de octubre de aquel año, teniendo que acudir efectivos de la Guardia Civil de diferentes zonas de la Región de Murcia para el desalojo.
Tras la Guerra Civil resurgió en Alguazas la industria conservera, con un importante componente exportador, aunque a partir de los años 80, este tipo de industria ha ido a menos, cerrando la mayoría de las fábricas de la localidad. Actualmente, Alguazas presenta un estancamiento, si lo comparamos con otros municipios limítrofes.

## Geografía e hidrografía

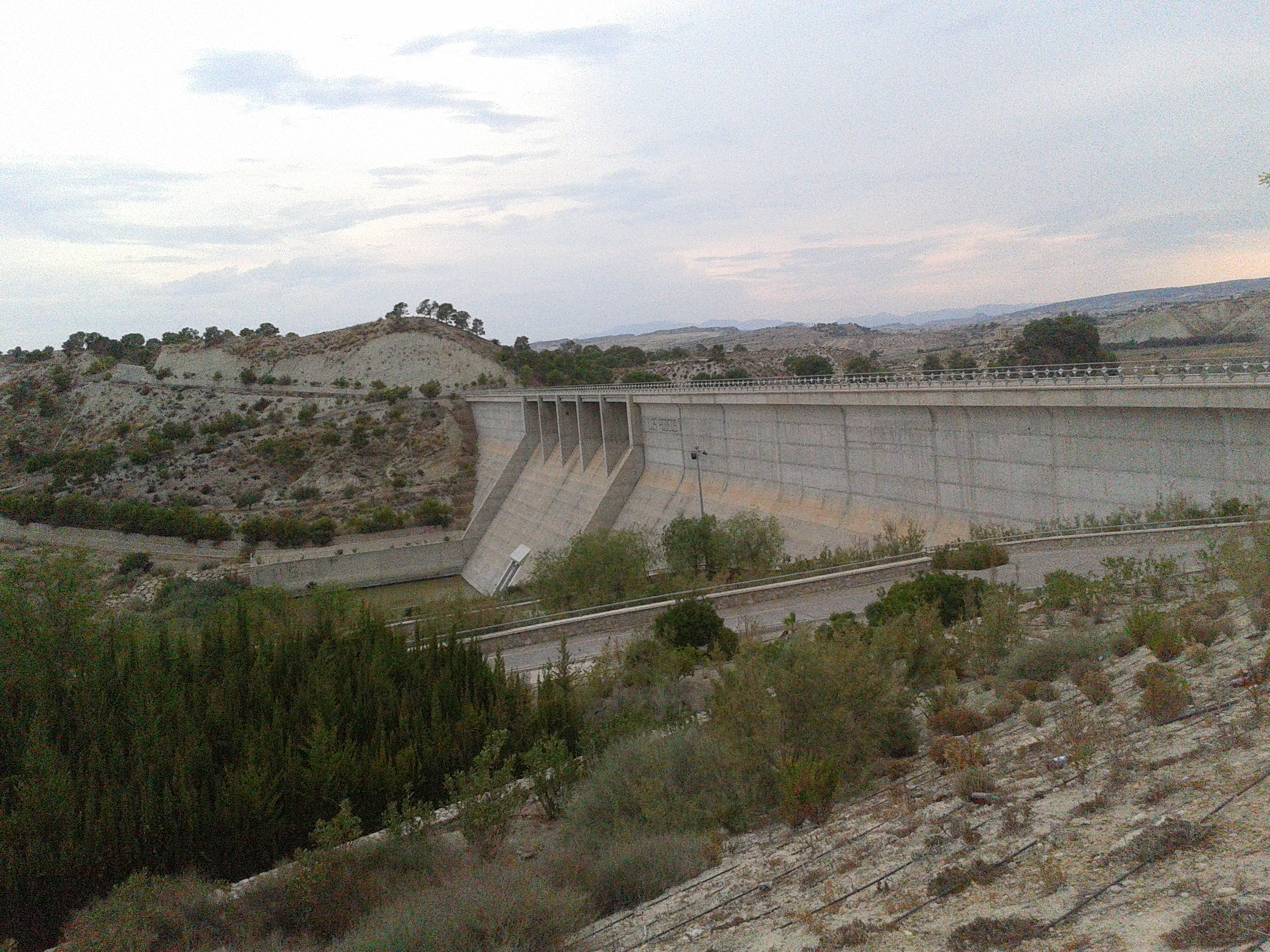
Embalse de Los Rodeos, que represa las aguas del río Mula en periodos de riadas y que hace de límite sur del municipio.

El relieve de Alguazas es poco montañoso, ya que se encuentra entre los valles fluviales de los ríos Segura y Mula. El río Segura recorre el municipio por el lado este en dirección NO-SE, con muchos meandros, algo característico en la Vega Media del Segura. El Segura sirve de frontera con los municipios vecinos de Lorquí y Molina de Segura.
El río Mula recorre el término de Alguazas por su lado sur en dirección E-O hasta su desembocadura, haciendo de límite con el término municipal de Las Torres de Cotillas.
Además, el municipio cuenta con diferentes ramblas, habitualmente secas, aunque con las lluvias de otoño y primavera, pueden llevar agua. Destaca la rambla de Huete, al norte del municipio y que parte de su recorrido sirve de límite entre Alguazas y Ceutí.
La altitud media de Alguazas es de 117 m s. n. m.., aunque la del casco urbano se encuentra entre 80 m s. n. m.. y 110 m s. n. m.. El punto más bajo del municipio está en la confluencia de los ríos Mula y Segura, que está a unos 65 m s. n. m.. Junto al barrio del Carmen, está el monte Anaor, con su pico Anaor a 186 m s. n. m.. siendo así uno de los más altos del municipio, aunque la mayor altitud del municipio reside en las proximidades del embalse de los Rodeos, al este de la localidad, donde se alcanzan altitudes superiores a los 200 m s. n. m., siendo el punto más alto 214 m s. n. m..

### Municipios limítrofes
| Noroeste: Villanueva del Río Segura | Norte: Ceutí                | Noreste: Lorquí           |
| Oeste: Campos del Río               |                             | Este: Molina de Segura    |
| Suroeste Las Torres de Cotillas     | Sur: Las Torres de Cotillas | Sureste: Molina de Segura |

## Demografía
Cuenta con una población de 10 204 habitantes (INE 2024).
| Gráfica de evolución demográfica de Alguazas entre 1842 y 2021                                                        |
| |
| Población de derecho según los censos de población del INE. Población de hecho según los censos de población del INE. |

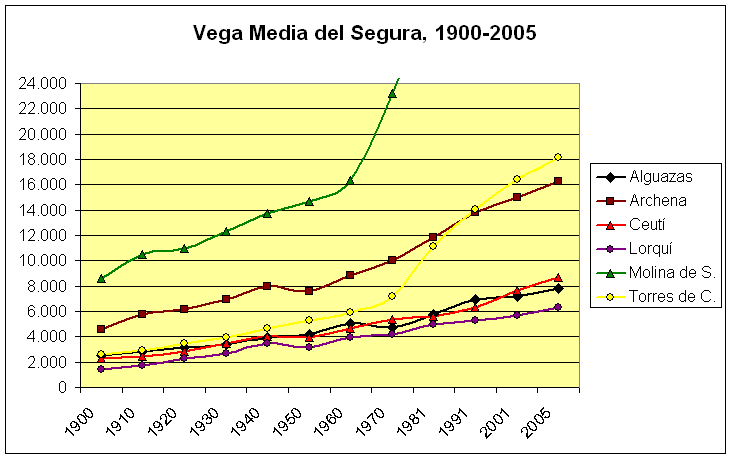
Evolución demográfica de Alguazas (línea negra) en el contexto de la comarca.

Desde 1900 Alguazas ha seguido una evolución ascendente, paralela a otros municipios de la comarca, como Ceutí y Lorquí, por la que ha triplicado la población de principios de siglo debido en gran parte a la mejora de las comunicaciones con Murcia, a la instalación de industrias y a la inmigración.
| Entidad           | Población 2014 | Porcentaje |
| ----------------- | -------------- | ---------- |
| Alguazas          | 8984           | 93,7 %     |
| El Paraje         | 163            | 1,7 %      |
| Las Pullas        | 121            | 1,3 %      |
| Hoya y Cabezo     | 116            | 1,2 %      |
| Soto los Pardos   | 108            | 1,1 %      |
| Torre los Frailes | 50             | 0,5 %      |
| Lo Campoo         | 43             | 0,5 %      |
| El Colmenar       | 8              | 0,1 %      |
| Total municipal   | 9593           | 100,0 %    |

## Símbolos

### Bandera

Bandera de Alguazas.

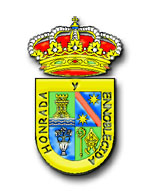
Escudo de Alguazas.

Terciada horizontal, doble al centro. La banda superior roja, la central azul celeste y la inferior verde bandera, de modo y manera que la central sea el doble de ancha que cada una de las otras dos. Y cargado sobre la banda de color azul, el escudo de la Villa.

### Escudo
El escudo de Alguazas es cuartelado. La torre del primer cuartel simboliza la villa que en la Edad Media surgió en torno a su castillo fortaleza. En el segundo hay dos estrellas de ocho puntas cruzadas por una banda de sinople, alusiva a las armas del obispo, Juan de Media, señor de Alguazas, cuando la población se constituye en concejo.
En los dos últimos cuarteles se representa una jarra de dos asas con azucenas, mitra y báculo que hacen referencia a las armas del Cabildo de Cartagena. La leyenda que figura en la bordadura, honrada y ennoblecida, recoge la Real provisión de Felipe II al mediar en los conflictos acaecidos entre los vecinos y la iglesia, una vez lograda la independencia de la villa.
Cuadrilongo, cuartelado. 1.º, de sinople, una torre, de oro, donjonada y almenada, mazonada de sable y aclarada de gules, sobre ondas de plata y azur. 2.º, dos estrellas de oro, de ocho puntas, en campo de azur, cruzado por una banda de sinople fileteada de oro, y cargada de una cotiza de gules, asimismo fileteada de oro. 3.º, de azur, una jarra de dos asas, de plata, con azucenas del mismo metal. 4.º, de sinople, mitra y báculo, de oro, acompañados. Bordura de oro con la leyenda «Honrada y ennoblecida», en sable. Timbrado de corona de señor (de oro liso, guarnecida con doce puntas, de las que sólo se ven siete).

## Administración y política
| Legislatura | Nombre                                                                    | Grupo                |
| ----------- | ------------------------------------------------------------------------- | -------------------- |
| 1979-1983   | Silvino Jiménez Alfonso                                                   | PSOE                 |
| 1983-1987   | Silvino Jiménez Alfonso (1983-87) José María Hernández Palazón (1987)     | PSOE Independiente   |
| 1987-1991   | Silvino Jiménez Alfonso                                                   | PSOE                 |
| 1991-1995   | Silvino Jiménez Alfonso (1991-93) Francisco Franco Hurtado (1993-95)      | PSOE                 |
| 1995-1999   | Diego Oliva                                                               | Partido Popular      |
| 1999-2003   | Diego Oliva (1999-2001) José Antonio Fernández Lladó (2001-03)            | Partido Popular      |
| 2003-2007   | José Antonio Fernández Lladó (2003-05) Francisco Franco Hurtado (2005-07) | Partido Popular UPDA |
| 2007-2011   | José Antonio Fernández Lladó                                              | Partido Popular      |
| 2011-2015   | José Antonio Fernández Lladó                                              | Partido Popular      |
| 2015-2019   | Blas Ángel Ruipérez Peñalver                                              | PSOE                 |
| 2019-2023   | Blas Ángel Ruipérez Peñalver (2019-2020) Silvia Ruiz (2020-2023)          | PSOE Partido Popular |
| 2023-       | José Gabriel García Bernabé                                               | Unidad por Alguazas  |

| Partido                   | 2023    | 2023       | 2019    | 2019       | 2015    | 2015       | 2011    | 2011       |
| Partido                   | % Votos | Concejales | % Votos | Concejales | % Votos | Concejales | % Votos | Concejales |
| Partido Socialista (PSOE) | 26,61   | 4          | 39,83 % | 6          | 33,37 % | 5          | 24,73 % | 3          |
| Partido Popular (PP)      | 24,97   | 3          | 30,93 % | 5          | 37,82 % | 5          | 51,44 % | 8          |
| Unidad por Alguazas (UxA) | 39,29   | 5          | 18,44 % | 2          | 22,56 % | 3          | 18,82 % | 2          |
| Vox                       | 8,18    | 1          | 5,68 %  | 0          | -       | -          | -       | -          |
| Ciudadanos (Cs)           | 0       | 0          | 2,77 %  | 0          | -       | -          | -       | -          |
| Izquierda Unida (IU-LV)   | 0       | 0          | 1,83 %  | 0          | 4,51 %  | 0          | 3,26 %  | 0          |

### Mociones de censura a la alcaldía

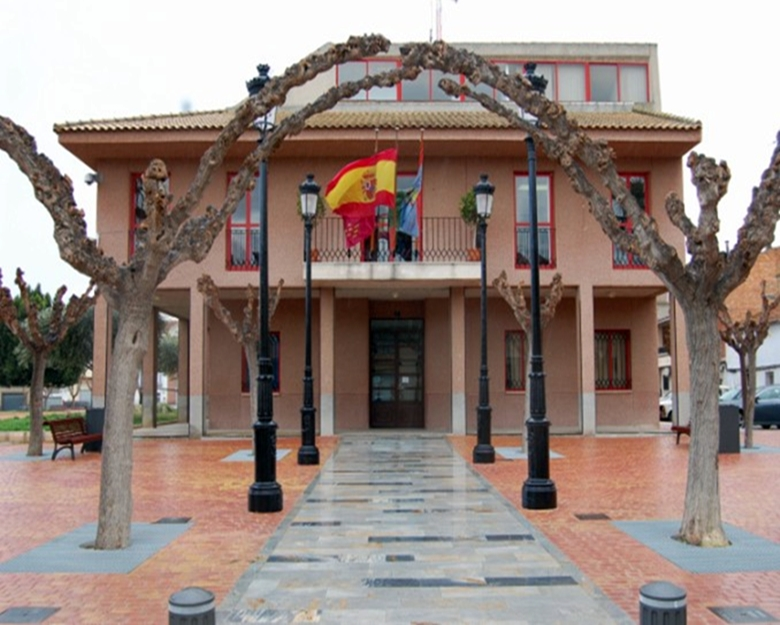
Casa consistorial de Alguazas.

Alguazas tiene el mayor número de mociones de censura de toda la Región de Murcia desde que comenzara el periodo democrático en el año 1979.
En el mandato 1983-1987 se presentaron tres mociones, pero tan solo la última de ellas consiguió la destitución del alcalde socialista Silvino Jiménez, en favor de su excompañero José María Hernández, que accedió a la alcaldía con el apoyo de los cuatro concejales de Alianza Popular y otros dos concejales que habían abandonado el PSOE junto a él.
Otra moción de censura con éxito se produjo en el año 2001 y destituyó al alcalde Diego Oliva con los votos de los siete concejales de su propio grupo, el Partido Popular, y aupó al que hasta entonces era su mano derecha y teniente de alcalde, José Antonio Fernández Lladó.
La quinta se produjo en el año 2005, cuando los cuatro concejales independientes se integraron en el PSOE, a cambio de que, el cabeza de lista de los independientes y exalcalde socialista Francisco Franco, encabezara una moción de censura que salió adelante dejando en la oposición al hasta entonces alcalde José Antonio Fernandéz Lladó y su grupo el Partido Popular.
La sexta moción de censura se produjo el 17 de julio de 2020, eligiendo nueva alcaldesa a Silvia Ruiz del PP con el apoyo de Unidad por Alguazas.

## Educación
El municipio de Alguazas cuenta con 5 centros educativos con una amplia oferta que abarca desde los niños de 2 años hasta estudios superiores como bachiller y grados superiores.
Los centros son:
- Centro de educación infantil y primaria Nuestra Señora del Carmen, en el barrio del Carmen, cercana al monte Anaor.
- Colegio público Monte Anaor, en el centro de la localidad. Este es el más antiguo de todos los centros educativos existentes.
- Centro de educación secundaria Vega Media, centro concertado de educación infantil, primaria, secundaria y de formación profesional situado en la carretera de Mula, en el barrio del Carmen.
- Instituto de educación secundaria Villa de Alguazas, instituto de educación secundaria y bachillerato situado en el barrio del Carmen de Alguazas. Cuenta con cerca de 500 alumnos. El instituto fue inaugurado en 1999.
- Guardería Reina Sofía, guardería situada en el barrio del Carmen, en la calle Miguel de Unamuno.

## Santos patrones
- San Onofre y la Virgen del Rosario.
- San Antonio, pese a no ser patrón de Alguazas, hay quien lo considera como tal. También da nombre al barrio y plaza en la que se encuentra su Santa Imagen (plaza de San Antonio n.º-5).
- Santa Bárbara patrona en la pedanía de El Paraje.
- Santo Domingo patrón en la pedanía de La Huerta de Arriba.
- San Antón se celebra como una romería popular en Alguazas y en los pueblos limítrofes, a la misma vez que San Antón es patrón de la pedanía de Las Pullas.
- La Virgen del Carmen es la patrona del barrio al que da nombre, en donde se encuentra su ermita, que a la misma vez acoge su Santa Imagen.
- La Virgen de la Purísima Concepción es la patrona del barrio al que da nombre, en donde se encuentra su ermita, que a la misma vez acoge su Santa Imagen.

## Semana Santa
Los orígenes de la Semana Santa de Alguazas se remontan al siglo XVI, por aquel entonces uno de los pasos que procesionaba por las calles del municipio era Nuestro Padre Jesús Nazareno. Con el paso de los años, la devoción por la Semana Santa ha ido creciendo entre los vecinos y se ha convertido en un referente de las fiestas de la localidad.
El Viernes de Dolores dan comienzo los desfiles procesionales en el municipio, que finalizarán con la procesión del Resucitado, Domingo de Resurrección. Durante esos días, los nazarenos y músicos pueblan las calles de la localidad en la que se respira un ambiente especial.
Si hablamos de la Semana Santa de Alguazas, no podemos dejar de mencionar lo más típico, característico y a la vez tradicional, como es el Baile de los Santos, una tradición que se remonta años atrás y que con el paso del tiempo se ha ido extendiendo a otros municipios de los alrededores.

## Fiestas patronales
Alguazas celebra sus fiestas patronales durante el mes de junio, en honor a San Onofre (día 12) y San Antonio de Padua (día 13) donde destacan los actos con más arraigo e importancia como son el desfile de carrozas, los conciertos, los eventos religiosos o la gala de presentación de las Damas y la Elección de la Reina de las Fiestas.

## Patrimonio

### La Torre de los Moros

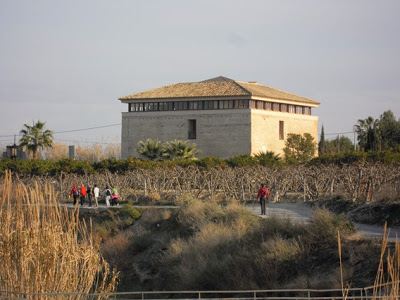
Mirador de Alguazas, antigua torre de los moros.

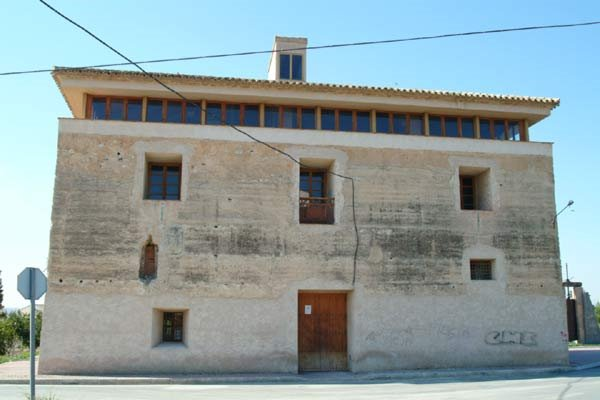
La torre Vieja, del Obispo o de los Moros.

La torre Vieja, del Obispo o de los Moros, nombres por la que se le ha conocido, fue levantada sobre un cementerio musulmán a principios del siglo XII. Es una construcción de planta cuadrada, consta de dos cuerpos formados por espesos muros de argamasa, y aunque debió disponer en principio de foso y muralla, hoy solo quedan vestigios de haber tenido almenas y dos largos y estrechos huecos de aspilleras en cada frente.
Los orígenes de la torre fortaleza se remontan a la dominación almohade, siendo coetánea de las fortalezas de Aledo y Alhama de Murcia.
Levantada en plena huerta, en la margen izquierda del río Mula, perteneció el poder temporal de la Iglesia en el Reino de Murcia durante la Baja Edad Media. En 1442 había en la torre bombardas, truenos, ballestas, lanzas y escudos y servía de atalaya para, en combinación con otras torres estratégicamente situadas, avisar mediante humaredas a la ciudad de Murcia de que había incursiones de moros granadinos.
Sirvió de refugio a varios obispos de la diócesis de Cartagena, haciendo las veces de cárcel eclesiástica y prestando servicio como base militar para diversas incursiones a otras localidades próximas. Un hecho destacado es la presencia en Alguazas del obispo Diego de Comontes que se había enfrentado al concejo de Murcia no sólo con sus fuerzas sino con las de otras compañías enviadas por el propio monarca en su apoyo.
Sufrió diversos embates, el más duro cuando el rey moro de Granada, Boabdil el Chico, saqueó y prendió fuego a casas, árboles y cosechas, destruyó la fortaleza y se llevó cautivos a todos los moradores del lugar.
Tras la riada de San Calixto de 1651, para la reconstrucción del edificio se aprovecharon los ladrillos de la muralla que rodeaba la fortaleza.
Cuando Alguazas, comprándose a sí misma, adquirió su independencia de manos de don Alonso de Tenza, la Torre fortaleza quedó en propiedad del Concejo, pero no se ocuparon de su costoso mantenimiento, por lo que el deterioro fue progresando, aunque dada su buena estructura, milagrosamente ha podido llegar hasta nuestros días; en parte gracias a “los Tobalos”, que la adquirieron a mediados del siglo XIX, cuando la desamortización de bienes de propios municipales.
En propiedad de éstos, fueron desmoronadas las almenas y garitas, quedando convertida en una casona de labranza, hasta que en 1989 fue adquirida por el Ayuntamiento y con la ayuda de la comunidad autónoma se procedió a una primera fase de restauración. Hoy existe en las plantas superiores un pequeño museo etnológico de la huerta, y en la planta baja, se dan conciertos y otros actos sociales.

### Iglesia de San Onofre

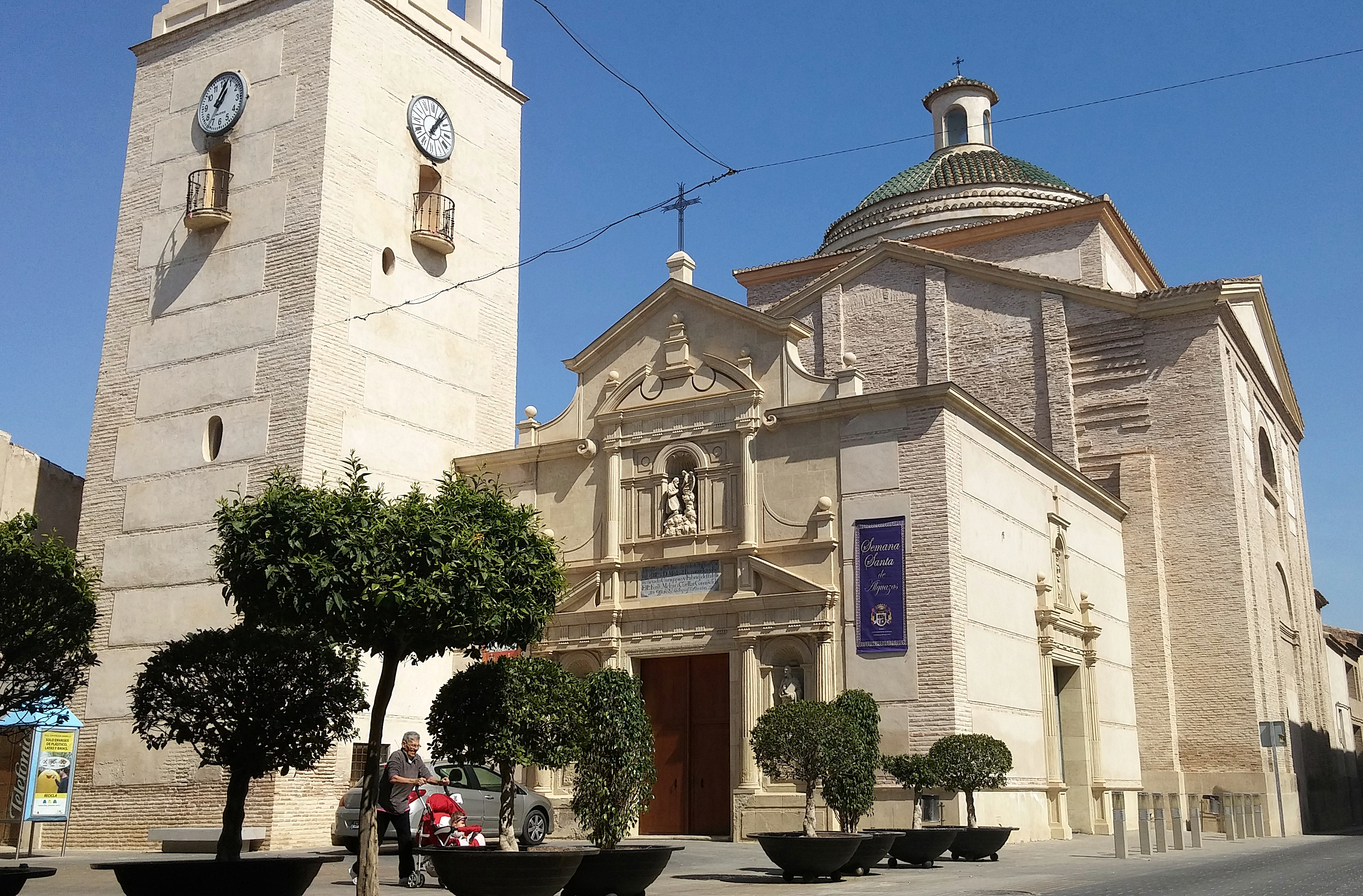
Iglesia de San Onofre de Alguazas.

En Alguazas se encuentra una de las Iglesias más interesantes de la Región de Murcia. Esta iglesia es fruto de una construcción por fases a lo largo de su historia, de ahí que sea un templo atípico de formas no enteramente armónicas.
El templo armoniza tres estilos diferentes: el mudéjar del siglo XVI (en la nave central), el barroco de comienzos del siglo XVIII (capilla del Rosario), y el neoclásico de finales del XVIII y principios del XIX (crucero y cúpula de Lorenzo Alonso).
La iglesia empezó a construirse en 1529 por el maestro albañil Alonso de Cabrera y se terminó en 1534. En 1535, para costear los gastos de su terminación, se vendieron las capillas laterales a distinguidas familias del pueblo. Posteriormente, se realizarían importantes obras, como la colocación del techo de madera, en 1566, y la colocación de la nueva portada en 1642. A finales del siglo XVIII la demografía de Alguazas se desarrolló significativamente por lo que se amplió la iglesia. El proyecto lo dirigió, en 1793, al arquitecto Lorenzo Alonso, y las obras terminaron en 1801.

## Transporte público
El servicio de viajeros por carretera del municipio se engloba dentro de la marca Movibus, el sistema de transporte público interurbano de la Región de Murcia (España), que incluye los servicios de autobús de titularidad autonómica.
| Línea | Recorrido                                                                          | Recorrido                                                                          | Recorrido                                                                          | Operador |
| ----- | ---------------------------------------------------------------------------------- | ---------------------------------------------------------------------------------- | ---------------------------------------------------------------------------------- | -------- |
| 14    | Alcantarilla - Javalí Nuevo - Las Torres de Cotillas - Alguazas - Molina de Segura | Alcantarilla - Javalí Nuevo - Las Torres de Cotillas - Alguazas - Molina de Segura | Alcantarilla - Javalí Nuevo - Las Torres de Cotillas - Alguazas - Molina de Segura | Monbus   |
| 31    | Ceutí                                                                              | Lorquí Alguazas                                                                    | Molina de Segura - Campus de Espinardo - Murcia                                    | Interbus |

También presta servicio la siguiente línea de autobús interurbano:
| Línea     | Recorrido                        | Operador |
| --------- | -------------------------------- | -------- |
| MUR-025-3 | Mula - Molina de Segura - Murcia | Interbus |

## Deporte
El municipio cuenta con varios clubes deportivos, que satisfacen todas las necesidades de los jóvenes alguaceños.
El principal deporte es el fútbol, por eso cuenta con varios clubes que destacan a nivel regional.
- El Club Deportivo Alguazas tiene varias categorías, desde infantil hasta juvenil, y compite contra otros equipos de la Región. Suele jugar sus partidos como local en el campo municipal de fútbol de San Lorenzo, situado en la carretera de Mula. Ese campo ha sido reconstruido hace poco, instalando césped artificial en vez de tierra. Coincidiendo con las fiestas patronales se organizan torneos al que acuden grandes equipos a nivel nacional.
- La Escuela Deportiva Alguazas Fútbol Sala también cuenta con varias categorías. Compite contra otros equipos regionales, destacando siempre entre estos, ya que ha alcanzado varias veces el campeonato regional. Muchos jugadores del equipo participan en ocasiones con la selección murciana de fútbol sala en torneos nacionales habiendo sido galardonados como pichichi y mejor jugador en ocasiones. Juega sus partidos en el pabellón municipal de deportes.

El segundo deporte más importante en el municipio es el béisbol. Alguazas, cuenta con dos equipos a nivel nacional de béisbol. Estos son:
- Club de Béisbol Alguazas
- Club de Béisbol Anaor

También cuenta con otros equipos de gimnasia rítmica, balonmano, baloncesto, etc.

### Recintos deportivos
El municipio cuenta con una amplia oferta de instalaciones deportivas donde se pueden realizar muchos deportes. Estas son:
- Campo Municipal de Fútbol de San Lorenzo: Campo de fútbol 7 u 11 de césped artificial y que cuenta con 3 vestuarios, gradas con capacidad para 500 personas, cantina, iluminación nocturna, etc.
- Polideportivo municipal de Alguazas: polideportivo que cuenta con 3 pistas de tenis, una de fronton,
- Piscina Municipal: Situada junto al polideportivo municipal, cuenta con dos piscinas, una de menor profundidad y una semi-olímpica recientemente reformadas.
- Pabellón Municipal de Deportes: Es un pabellón con una cancha de fútbol sala y con dos pistas de baloncesto desmontables. Cuenta con un graderio de más de 500 personas. En el exterior cuenta con otra pista de baloncesto, también en estado de ruina.
- Piscina Municipal Cubierta: Es una piscina cubierta situada en las inmediaciones del pabellón municipal que cuenta con dos piscinas, una semiolimpica y que se planeó terminar para septiembre u octubre del 2011. Poco antes de estar acabada, fue incendiada a finales de 2011.
- Campo de Béisbol: A las afueras del municipio se encuentra el campo de béisbol, algo precario y en estado de ruina.

## Hermanamiento
- Lehrensteinsfeld, Alemania

Término municipal de Alguazas respecto a la Región de Murcia.